# Баринова, Римма Андреевна
Римма Андреевна Баринова (18 ноября 1923, село Алексеевка, Саратовская область — 4 декабря 1985, Ленинград) — советская оперная певица (меццо-сопрано), педагог, народная артистка РСФСР.

## Биография
Римма Андреевна Баринова родилась 18 ноября 1923 года в cеле Алексеевка Саратовской области.
В 1951 году окончила Московскую консерваторию имени П. И. Чайковского (класс К. Г. Держинской). В 1951—1953 годах стажировалась в Большом театре.
С 1954 года была солисткой Ленинградского театра оперы и балета имени С. М. Кирова. Гастролировала в ГДР, Польше, Чехословакии, Болгарии.
Выступала как концертная певица, исполняла романсы, песни советских композиторов. Пение Бариновой отмечено отточенностью музыкальной фразы, темпераментом, красивым и чистым звучанием.
Преподавала в Ленинградской консерватории (профессор, зав. кафедрой).
Супруг Баринов Борис Дмитриевич выпускник Московской консерватории им. П.И. Чайковского - музыкант, куплетист, заслуженный артист РСФСР, импресарио, впоследствии советник министра культуры Е.А. Фурцевой.
Дети Всеволод и Сергей музыканты. Внуки Сергей, Алина, Муза.
Умерла 4 декабря 1985 года. Похоронена в колумбарии крематория.

## Награды и премии
- Лауреат III Всемирного фестиваля молодежи и студентов в Берлине (1-я премия, 1951).
- Заслуженная артистка РСФСР (1957).
- Народная артистка РСФСР (31.1.1966)[2].

## Оперные партии
- «Чародейка» П. И. Чайковского — Княгиня
- «Мазепа» П. И. Чайковского — Любовь
- «Царская невеста», Н. А. Римского-Корсакова — Любаша
- «Аида» Д. Верди — Амнерис
- «Лоэнгрин» Р. Вагнера — Ортруда
- «Кармен» Ж. Бизе — Кармен
- «Мать» Т. Н. Хренникова — Ниловна
- «Семья Тараса» Д. Б. Кабалевского — Ефросинья
- «Борис Годунов», М. П. Мусоргский — Марина Мнишек
- «Жанна д’Арк» Д. Верди — Жанна д'Арк

## Фильмография
- 1984 — Прелюдия судьбы — член приёмной комиссии